# Hjälmtörnskator
Hjälmtörnskator (Prionops) är ett släkte i familjen vangor i ordningen tättingar. Det omfattar åtta arter i släktet Prionops som alla förekommer i Afrika söder om Sahara':
Tidigare behandlades släktet som den egna familjen Prionopidae men efter DNA-studier som visar att det står nära vangorna (Vangidae) inkluderas de numera allmänt i denna.

## Arter
- Vittofsad hjälmtörnskata (P. plumatus)
- Gråtofsad hjälmtörnskata (P. poliolophus)
- Gultofsad hjälmtörnskata (P. alberti)
- Rödnäbbad hjälmtörnskata (P. caniceps)
- Rostbukig hjälmtörnskata (P. rufiventris)
- Svart hjälmtörnskata (P. retzii)
- Gabelahjälmtörnskata (P. gabela)
- Rostpannad hjälmtörnskata (P. scopifrons)